# Kjeholmen (Fjell)
Ne doit pas être confondu avec Kjeholmen, Kjeholmen (Bjørnafjorden), Kjeholmen (Masfjorden) ou Kjeholmen (Sveio).
Kjeholmen est une île dans le landskap Sunnhordland du comté de Vestland. Elle appartient administrativement à Øygarden.

## Géographie
Rocheuse et couverte d'arbres, elle s'étend sur environ 333 m de longueur pour une largeur approximative de 162 m. Elle compte un quai d'amarrage et une habitation.